# Чулаки, Михаил Иванович
Михаи́л Ива́нович Чула́ки (6 [19] ноября 1908, Симферополь — 29 января 1989, Москва) — советский композитор, музыкально-общественный деятель, педагог, профессор. Директор Большого театра СССР в 1955—1959, 1963—1970 годах. Народный артист РСФСР (1969), лауреат трёх Сталинских премий второй степени (1947, 1948, 1950).

## Биография
Родился 6 (19) ноября 1908 года в Симферополе в семье судебного пристава Симферопольского окружного суда Ивана Ильича Чулаки. Окончил Симферопольский музыкальный техникум, ныне Симферопольское музыкальное училище имени П. И. Чайковского.
В 1931 году окончил ЛГК имени Н. А. Римского-Корсакова по классу композиции у В. В. Щербачёва.
В 1933—1941 и 1944—1948 преподаватель (с 1947 — доцент) ЛГК имени Н. А. Римского-Корсакова. С 1948—1989 в МГК имени П. И. Чайковского (класс сочинения). Среди его учеников: М. А. Бегалиев, В. В. Беляев, Л. Б. Бобылёв, С. В. Жуков, Ю. С. Каспаров, Е. П. Крылатов, А. П. Немтин, В. В. Пальчун, Н. М. Шахматов.
В 1937—1939 годах был директором и художественным руководителем ЛГАФ. Занимал ряд ответственных должностей в Министерстве культуры СССР, СК СССР и СК РСФСР. Член ВКП(б) с 1943 года.
В 1951—1953 — заместитель председателя Комитета по делам искусств при Совете министров СССР, в 1953—1955 годах — заместитель начальника Главного управления по делам искусств Министерства культуры СССР.
В 1955—1959 директор и с 1963—1970 годах директор и художественный руководитель ГАБТ. Организовал первые выезды труппы за рубеж и первые обменные гастроли с театром «Ла Скала», ставшие этапными для российского музыкального театра.
В 1959—1963 — секретарь Правления СК РСФСР.
Профессор МГК имени П. И. Чайковского (с 1962).
Депутат ВС РСФСР 6 и 7 созывов.
Умер 29 января 1989 года, похоронен на Введенском кладбище Москвы (участок № 26).

### Семья
- Первая жена — Елена Евгеньевна (1908—1988), художница, график, гравёр.
  - сын — Михаил Чулаки, писатель.
- вторая жена — Ольга Лаврентьевна (в первом браке — Ашкенази); первым браком была замужем за композитором Абрамом Абрамовичем Ашкенази (1895—1983).
  - пасынок (с которым проживал до конца жизни совместно) — Виктор Абрамович Ашкенази (род. 1940), литературный переводчик, редактор журнала «Иностранная литература».

## Творчество
Автор нескольких балетов («Иван Грозный» (на основе музыки С. С. Прокофьева к одноимённому фильму (1943), «Мнимый жених» (1946), «Юность» (1949), «Слуга двух господ», «Балда» (1939) — «Сказка о попе и о работнике его Балде» (1979)), симфоний. Концерт для оркестра (1934).
На основе музыки С. С. Прокофьева к фильму С. М. Эйзенштейна «Иван Грозный» составил одноимённый балет, поставленный в Большом театре балетмейстером Юрием Григоровичем в 1975 году.
Опера — «Молодой моряк вселенной» (1977); кантата «На берегах Волхова» (1943).
Оркестровые транскрипции прелюдий и фуг И. С. Баха (1967), «Вариации на тему Паганини» (1967). Вокальный цикл «Годы летят» (1986). Дивертисмент для скрипки, виолончели и фортепиано (1987).

### Фильмография
- 1934 — Пышка
- 1953 — Серебристая пыль
- 1955 — Мексиканец
- 1956 — Сердце бьётся вновь...
- 1957 — Пигмалион
- 1958 — Дело «пёстрых»
- 1963 — Именем революции
- 1969 — Балерина (фильм-спектакль)
- 1974 — Моё поколение (фильм-спектакль)
- 1976 — Грозный век (фильм-балет)

## Награды и премии
- 1940 — Орден «Знак Почёта»[4]
- 1947 — Сталинская премия второй степени — за симфонию № 2.
- 1948 — Сталинская премия второй степени — за балет «Мнимый жених» (по Карло Гольдони), поставленный на сцене Ленинградского Малого театра оперы и балета в 1946 году.
- 1950 — Сталинская премия II степени — за балет «Юность» (1947), поставленный на сцене Ленинградского Малого театра оперы и балета в 1949 году.
- 1963 — Заслуженный деятель искусств РСФСР[5]
- 1969 — Народный артист РСФСР[6]
- 1976 — Орден Дружбы народов[7]